# Greater London Authority Act 1999
Il Greater London Authority Act 1999 (Legge sull'Autorità della Grande Londra del 1999) è un atto del Parlamento britannico che istituisce l'Autorità della Grande Londra, l'ufficio del sindaco di Londra e l'Assemblea di Londra.

## Storia
La legge è stata adottata nel 1999, un anno dopo l'approvazione da parte del referendum del 7 maggio 1998 della creazione dell'Autorità della Grande Londra. La legge definisce l'Autorità e i suoi poteri e crea le sue istituzioni che sono l'Assemblea di Londra, il sindaco di Londra e la Metropolitan Police Authority. È la legge più lunga approvata dal Parlamento dal 1935.